# 三好礼益
三好 礼益（みよし ひろやす、1982年 -　）は、日本設計所属で千葉県生まれの建築家。
2006年、日本大学理工学部建築学科卒業。2008年同大学大学院理工学研究科修士課程建築学専攻（今村雅樹研究室）を修了し、2008年から日本設計。赤坂インターシティAIRで、優秀建築選2018 100選、
第17回環境・設備デザイン賞：第Ⅲ部門：都市・ランドスケープデザイン部門
http://abee.or.jp/designaward/past/17/都賀の家で、千葉市都市文化賞2019優秀賞。